# Penillanura subcámbrica

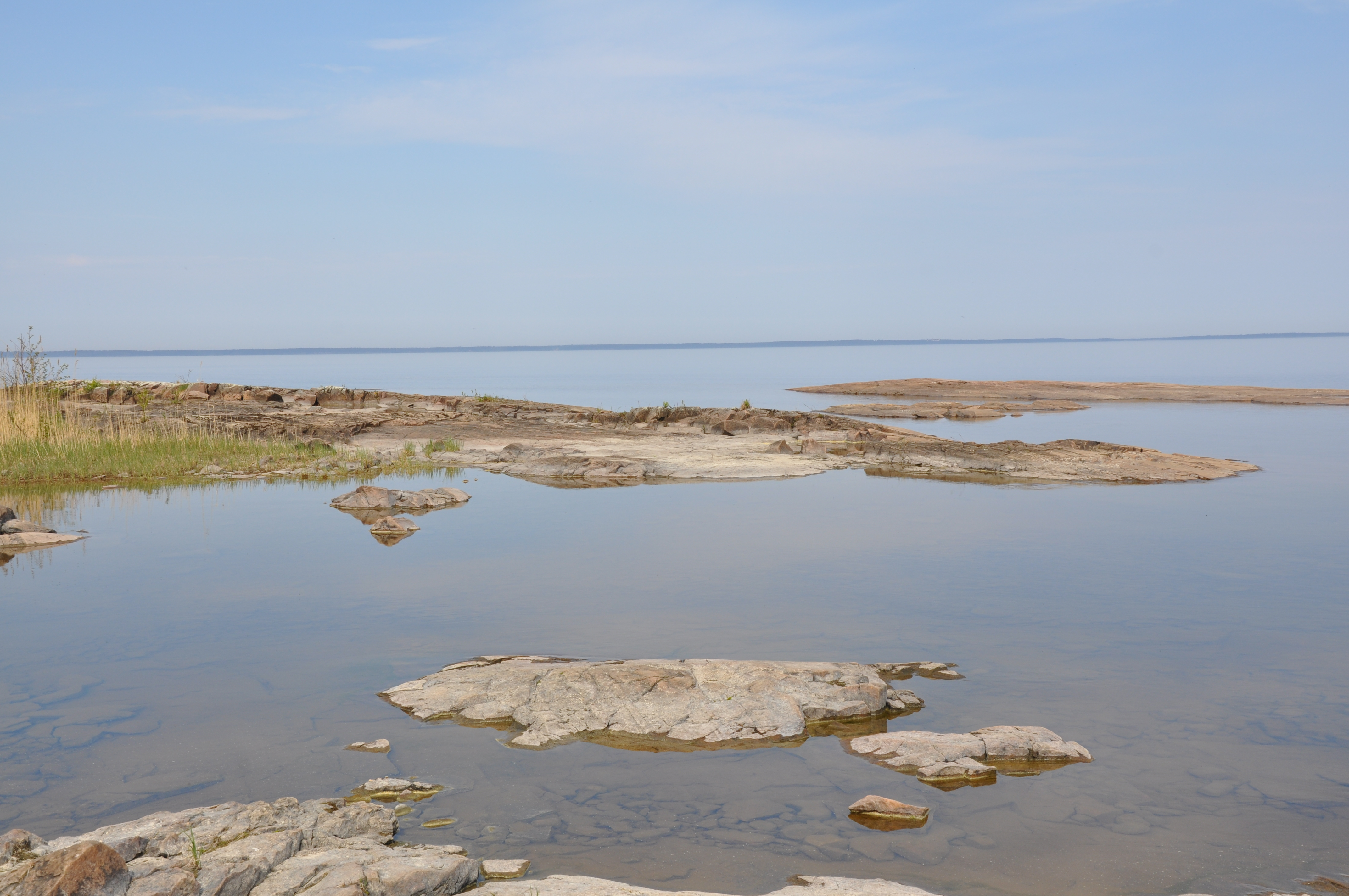
Superficie extraordinariamente plana del la penillanura subcámbrica alrededor de las orillas de Lago Vänern, cerca de Kinnekulle.

La penillanura subcámbrica es una superficie de erosión de gran antigüedad, extremadamente plana, que ha sido exhumada y está expuesta actualmente en grandes áreas del escudo Báltico. Por mucho tiempo la penillanura permaneció cubierta por estratos sedimentarios del período Cámbrico. En algunas partes continúa cubierta. Hacia el oriente, la penillanura subcámbrica está basculada, quedando bajo el nivel del mar Báltico, por debajo de estratos de roca paleozoicos. Las partes expuestas de la penillanura son extraordinariamente planas, con diferencia de alturas locales inferiores a 20 metros. La cubierta sedimentaria demuestra que la penillanura fue inundada por el mar durante el principio del Paleozoico, formando un mar somero. Al ser la penillanura identificable más antigua del escudo Báltico se le considera una "penillanura primaria".